# Trieri egyházmegye
A Trieri egyházmegye (latinul: Dioecesis Trevirensis, németül: Bistum Trier) egy németországi római katolikus egyházmegye. A német nyelvterület egyik legősibb egyházmegyéje, története a 4. századig nyúlik vissza. A középkorban érseki rangra emelkedett, a trieri érsek pedig a Német-római Birodalom egyik legbefolyásosabb személyévé vált. 1801-től újra püspökségként működik.
Az egyházmegye a kölni érsek alá tartozik, jelenlegi püspöke Stephan Ackermann. Székesegyház a trieri Szent Péter-katedrális.

## Története

### Alapítása
A római kori Trierben (Augusta Trevirorum) már a 2. században jelentős keresztény közösség élhetett, melyről a keresztényüldözések vértanúinak sírkövei tanúskodnak. A város Gallia Belgica provincia fővárosa volt, ám jelentősége akkor nőtt meg igazán, amikor Nagy Konstantin császári székvárossá tette. Ezt követően gyors fejlődésnek indult a környék és hamarosan a kereszténység egyik központjává is vált. Ebben nagy szerepe volt a császár édesanyja, Szent Ilona bőkezű adományainak is. Valószínűleg ő adományozta azt a császári palotát is, amely a későbbi bazilika alapjául szolgált. A trieri püspököket a 3. századtól ismerjük, noha elképzelhető, hogy már korábban is püspöki székhely volt. A Római Birodalom felbomlásával Trier is elveszítette politikai jelentőségét, azonban egyházi szerepe a népvándorlás korában is megmaradt. A frankok idején a provincia primátusáért a reimsi püspökkel vetélkedett, a 9. század elejére (legkésőbb 811-re) pedig már érseki ranggal bírt. Az egyháztartományhoz ekkor Metz, Toul és Verdun, később még Nancy és St. Dié püspökségei tartoztak. A birodalom felosztása  azonban szétzúzta Trier hatalmát: a birodalommal együtt az egyházmegyét is három részre osztották, s önállóan egyik rész sem volt elég erős.

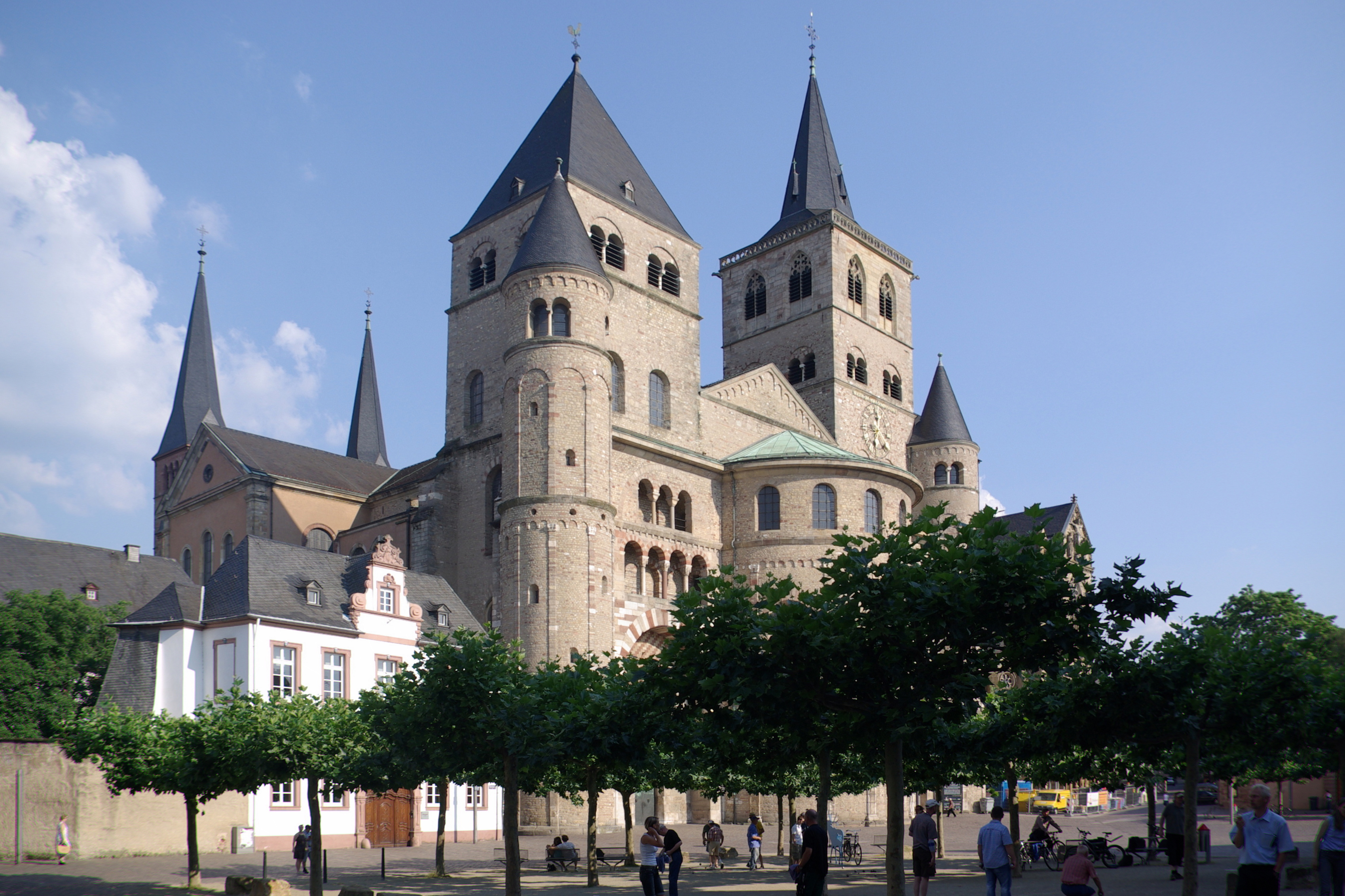
A trieri dóm

### A Német-római Birodalomban
Trier városa a létrejövő Német-római Birodalom része lett, itt azonban a kölni és a mainzi érsek jóval nagyobb hatalommal rendelkezett. Ezzel együtt a trieri érsek világi hatalma és szerepe is növekedni kezdett. Ennek fontos állomásaként az érsek birodalmi hercegi rangot kapott. Fontos megjegyeznünk hogy innentől elválik a világi és egyházi értelemben vett Trieri Érsekség. Előbbi területe jóval nagyobb volt, ám csak az egyházszervezet tekintetében tartozott az érsek felügyelete alá. Ezzel szemben utóbbi, a Trieri Választófejedelemség élén világi uralkodóként állt az érsek, noha ez jóval kisebb területet jelentett. Mindemellett Trier lett a harmadik egyházi választófejedelem (Mainz és Köln mögött), akik a négy világi választófejedelemmel együtt jogosultak voltak részt venni a császár megválasztásában. a 13. századtól a Burgundia főkancellárja címet is viselte, ez azonban elsősorban tiszteletbeli méltóságot jelentett.

### Mondernkor
A trieri érsek a Mosel folyó mentén Triertől Koblenz városáig kapott birtokokat, melyeket a 19. századig mint világi uralkodó kormányzott. A francia forradalmat követő szekularizációs hullám Triert is elérte: 1801-ben a választófejedelemséget felszámolták, érseki hatalmától is megfosztották. 1802-ben a Szentszék és Napóleon között létrejött konkordátum alapján új főpásztort ültettek az ekkor már csak püspöki hatalommal bíró trieri székbe. 1821-ben újra megváltoztatták az egyházmegye határait, valamint beosztották a Kölni érsek alá. A Kulturkampf idején sorozatos támadások érték az egyházmegyét a kormányzat részéről, a legsúlyosabb csapás a püspök letartoztatása volt 1874-ben.

## Egyházszevezet

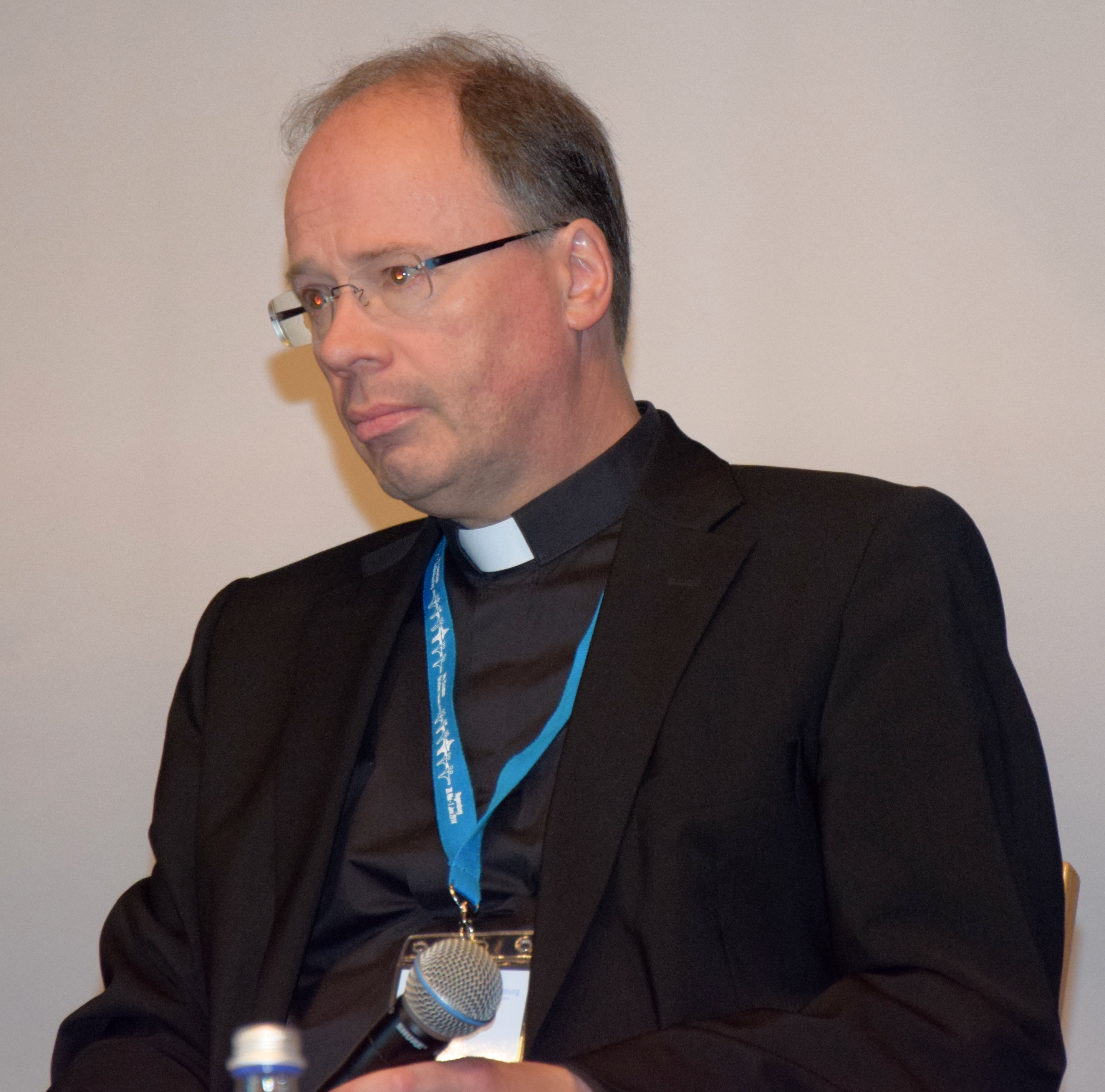
Az egyházmegye jelenlegi püspöke, Stephan Ackermann

A mai egyházmegye Rajna-vidék-Pfalz és Saar-vidék északnyugati részén, közel 13.000 km²-en terül el. 32 espereskerületében 887 plébánia működik.

## Az egyházmegye püspökei 1802-től
- Charles Mannay (1802–1816)
- Vacance du siège (1816–1824)
- Joseph von Hommer (1824–1836)
- Wilhelm Arnoldi (1842–1864)
- Leopold Pelldram (1865–1867)
- Matthias Eberhard (1867–1876)
- Michael Felix Korum (1881–1921)
- Franz Rudolf Bornewasser (1922–1951)
- Matthias Wehr (1951–1966)
- Bernhard Stein (1967–1980)
- Hermann Josef Spital (1981–2001)
- Reinhard Marx (2002–2008)
- Stephan Ackermann (2009- )

## Szomszédos egyházmegyék
- Luxembourgi főegyházmegye (nyugat)
- Liège-i egyházmegye (északnyugat)
- Aacheni egyházmegye (észak)
- Kölni főegyházmegye (észak)
- Limburgi egyházmegye (északkelet)
- Mainzi egyházmegye (kelet)
- Speyeri egyházmegye (délkelet)
- Metzi egyházmegye (dél)